# Reinhold Timm
Reinhold Timm (født før 1616; død 12. januar 1639) var en dansk maler.
Der vides intet om hans uddannelse, men flere af hans billeder synes at gøre det sandsynligt, at han har været i Italien, da de viser stærk påvirkning af italiensk kunst, navnlig et billede af fire musikanter opbevaret i Thotts Palæ. Han hørte ingenlunde til de ringeste af de malere, Christian IV gav beskæftigelse ved udsmykningen af "det nye Hus i Lysthaven" (Rosenborg), til hvis riddersal han i årene 1619-24 malede en række loftsbilleder og dørstykker, af hvilke seks er bevaret. 
Blandt dem kunne nævnes Kampen i Pisa paa Marmorbroen over Arnofloden, En Turnering, En Pogeskole, hvor scenen er henlagt til en kirke, samt som pendant hertil et i kulturhistorisk henseende interessant billede af en pigeskole. 
Til bedekammeret i Frederiksborg Slotskirke malede han Christian IV’s Syn paa Rothenburg, der nu hænger på Rosenborg. Portrætter af ham findes i Nykøbing Kirke på Falster og i Køge Kirke, hvor han har malet en 1625 signeret epitafium over borgmester Hans Christensen, der var gift med hans søster Drude Hansdatter. Han omtales i indskriften som værende "udi kongelig Majestæts Bestilling paa Sorø", idet han 1624 var blevet ansat som kongelig kontrafejmaler ved det ridderlige akademi, hvis fundats udtrykkelig bestemte, at der skulle være en god maler, som kunne lære de unge at ridse og male. 
Han døde i Sorø 12. januar 1639 og efterfulgtes af Abraham Wuchters. Hans enke, Beate Svabe, flyttede senere til København, hvor hun må være død før 1655.

## Billeder
| - Værker af Reinhold Timm - Retorikere, 1620'erne. - Et billedhuggerværksted Mellem 1618 og 1639 - Kadmos kamp med en drage 1610-20 |